# Лаговари, Якоб
Якоб Лагова́ри (рум. Iacob N. Lahovari; 16 января 1846, Бухарест, Объединённое княжество Валахии и Молдавии — 7 февраля 1907, Париж, Франция) — румынский военачальник и государственный деятель, министр иностранных дел Королевства Румыния (1904-1907).

## Биография
В 1884 г. окончил Бухарестское военное офицерское училище, в 1870 г. — затем Парижский политехнический университет, в 1870 г. — Парижский Университет Сорбонна со степенью в области математики. Являлся профессором математики Бухарестского университета.
Оба его брата: Александр Лаговари и Ион Лаговари также занимали министерские должности в правительстве Королевства Румыния. 
Участник Войны за независимость (1877—1878) в качестве начальника оперативного отдела Генерального штаба. В 1887-1890 гг. - заместитель начальника, в течение одного исполнял обязанности начальника Генерального штаба.
В 1900 г. получил звание генерала и вышел в отставку с военной службы. Избирался депутатом и сенатором.
Входил в состав правительства. 
В 1891—1894 и 1899—1901 гг. — военный министр, с 1904 г. до конца жизни — министр иностранных дел Королевства Румыния.
Похоронен на кладбище Беллу-Бухарест.

## Награды и звания
Румынские:
- Командор ордена Звезды Румынии
- Офицер ордена Звезды Румынии с мечами
- Большой офицерский крест ордена Короны Румынии
- Крест «За переход через Дунай»
- медаль «Защитникам Независимости»
- медаль «Воинская доблесть»

Иностранные:
- Орден Святого Владимира с мечами и бантами (Россия)
- Большой крест ордена Святой Анны (Россия)
- Большой крест гессенского ордена Людвига с мечами
- Командорский крест ордена Святого Олафа с мечаи (Норвегия)
- Рыцарь королевского ордена Дома Гогенцоллернов (Пруссия)
- Офицер ордена Почётного легиона (Франция)
- Командор саксонского ордена Альбрехта
- Бельгийский орден Орден Леопольда I